# Округ Витли (Индијана)
Витли (енгл. Whitley County) је округ у америчкој савезној држави Индијана.

## Демографија
По попису из 2010. године број становника је 33.292, што је 2.585 (8,4%) становника више него 2000. године.
| Група             | 2000.          | 2010.          |
| Белци             | 30.040 (97,8%) | 32.147 (96,6%) |
| Афроамериканци    | 57 (0,2%)      | 99 (0,3%)      |
| Азијати           | 55 (0,2%)      | 105 (0,3%)     |
| Хиспаноамериканци | 276 (0,9%)     | 515 (1,5%)     |
| Укупно            | 30.707         | 33.292         |